# Gyurkó Henrik
Gyurkó Henrik (Miskolc, 1935. november 24. –) Jászai Mari-díjas (1978) magyar színész, bábművész, érdemes művész.

## Életpálya
Már gyermekkorában érdekelte a bábművészet. Később Balogh Sándorné tanította, aki népi művészként bábokat készített, melyekkel meséket adott elő. 1950-1960 között Miskolcon játszott amatőr bábművészként, és ugyanebben az időben Diósgyőrött géplakatos volt. Az akkori Lenin Kohászati Művekben működő bábcsoportnak is tagja volt 1950-1956 között. 1956-ban a Miskolc Városi Tanács Ludas Matyi Bábszínházának amatőr csoportjába került, amelynek 1960-ig volt tagja. 1960-1992 között az Állami Bábszínház tagja lett. Első címszerepe az Állami Bábszínházban a Lúdas Matyi volt, melyet 1960. június 4-én mutattak be. 1962-ben végezte el a bábszínészképző tanfolyamot. 1976-ban elvégezte a Marxizmus-Leninizmus Esti Egyetemet. 1988-1992 között az Állami Bábszínház igazgatóhelyettese is volt. 1992 óta a Budapest Bábszínház tagja.
Sokszínű hős- és karakterszínészként tartják számon.

## Családja
Szülei: Gyurkó János és Juhász Ilona voltak. 1960-ban házasságot kötött Nyikes Erzsébettel. Egy lányuk született; Zsuzsa (1963). Öt unokája és egy dédunokája van.

## Színpadi szerepei
A Színházi Adattárban regisztrált bemutatóinak száma: 73.
- Fazekas–Hárs: Lúdas Matyi....Lúdas Matyi[2]
- Grimm: Csipkerózsika....
- Szperanszkij: Világszépe....Iván
- Andersen: A bűvös tűzszerszám....Obsitos
- Török-Tóth: Irány az ezeregyéjszaka, avagy Csilicsala újabb csodája....Csilicsala bácsi
- Weyrauch: A japán halászok....
- Samuel Beckett: Jelenet szöveg nélkül I. (A és B úr)....
- Friedrich Dürrenmatt: Angyal szállt le Babilonban....Nebukadnecár
- Petőfi Sándor: János vitéz....Huszárkapitány; Griffmadár
- Svarc: A sárkány....Mesélő; Kovácsmester
- Szabó Magda: Tündér Lala....Amalfi
- Jékely-Szilágyi: A pagodák hercege....Törpe
- Ligeti-Szilágyi: Aventures....Férfi
- Baum: Óz, a nagy varázsló....Bádogember
- Szilágyi Dezső: Táncszvit....
- Tersánszky Józsi Jenő: Misi mókus vándorúton....Bagoly; Nyakorr; Suta
- Gabbe: Hamupipőke....Királyfi
- Mrożek: Strip-tease....Kezek
- Szilágyi Dezső: La Valse....
- Szilágyi Dezső: Klasszikus szimfónia....
- Priestley-Jékely: Punch és a sárkány....Rendőr
- Jékely Zoltán: Kasperl majombőrben....Bölcsessy Brunó; Fröcsögi
- Jékely Zoltán: Meglopott tolvajok....Thibaut
- Jékely Zoltán: Petruska házasodik....Petruska
- Pergolesi: Il Maestro di Musica....Bábművész
- Dittersdorf: La contadina fedele....Bábművész
- Bóc-Hofi-Marton-Varga-Komlós: Minek néz engem?....Bábművész
- Karinthy Frigyes: A cirkusz....
- Golebska: Repülj nóta, mazur nóta!....Ének; Narrátor
- Golebska: Zöld jávorfa aljában....Ének
- Golebska: Meghalt Matykó!....Ének
- Szilágyi Dezső: Cantata Profana....
- Balogh Géza: Két arckép....
- Romhányi József: Eszterházi rögtönzés....Bábművész
- Cimarosa: Il maestro di capella....Bábművész
- Vargha Balázs: Jeles napok....
- Ramuz: A katona története....
- Szilágyi Dezső: Petruska....
- Bródy-Kós: A tűzmadár....
- Kocogh Ákos: Kalevala - Észak fiai -....Lemminkeinen
- Brecht: A kispolgár hét főbűne...A család tagja
- Urbán Gyula: La Campanella....
- Fehér Klára: Kaland a tigris bolygón....
- William Shakespeare: A vihar....Antonio; Prospero, Ferdinand
- Szilágyi Dezső: Rámájana....Bráhma
- Tóth Eszter: Piroska és a három kismalac....Mesélő
- Balogh Géza: Ali baba és a negyven rabló....Kászim
- Lázár Ervin: Árgyélus királyfi....Öreg
- Schikaneder: A varázsfuvola....
- Babits–Forgách: Barackvirág....Várnagy
- Vörös Róbert: Sade márki 120 napja....Kegyelmes úr
- Grimm: A brémai muzsikusok....Kakas

## Egyéb színházi szerepei
- Vásári komédiák....Vitéz László
- Gerevich András: Csillagfiú....Farkas
- Bartók Béla: A fából faragott királyfi
- Lengyel Menyhért–Bartók Béla: A csodálatos mandarin....Csavargó
- Rudyard Kipling: A dzsungel könyve....Sír Kán
- Kodály Zoltán: Háry János....Háry János
- Johann Wolfgang von Goethe: Faust.... Wagner, Philemon
- Szegény Dzsoni és Árnika....Östör király
- Salman Rushdie: Hárun és a mesék tengere....Politikus, Bördög
- Urbán Gyula: Az iskolamester....Iskolamester
- Egy kiállítás képei
- Szabó Borbála–Varró Dániel: Líra és Epika....Poézis király, Líria uralkodója
- Bálint Ágnes: Mi újság a Futrinka utcában?....Morzsa kutya
- J. M. Barrie: Péter Pán....Felnőtt Mickey
- Carlo Collodi: Pinokkió....Parasztgazda
- Varró Dániel–Presser Gábor: Túl a Maszat-hegyen....Makula bácsi

## Bábfilmjei
- A tücsök hegedűje (1982)
- Csillagvitéz (1987)
- A csodálatos nyúlcipő (1987)
- Dús király madara (1988)
- Reneszánsz (2005)
- Kinizsi
- Minibocs

## Díjai
- Jászai Mari-díj (1978)
- Bábszínház Aranygyűrű (1980)
- Érdemes művész (1986)
- A Magyar Köztársasági Érdemrend lovagkeresztje (2007)
- Budapest díszpolgára (2009)